# Тієст
Тієст, також Фієст (грец. Θυέστης) — володар Мікен. Син Пелопа й Гіпподамії (за іншими припущеннями — їхній онук або ж праонук), брат Атрея.
Згідно з міфами, в юності, разом з Атреєм, за наказом Гіпподамії вбив свого єдинокровного брата Хрісіппа, після чого брати-вбивці втекли від батькового гніва до Мікен, де в той час царював їхній небіж Еврістей. Мікенський володар оселив вигнанців у Мідеї, проте за відсутності Еврістея вони розпоряджалися в Мікенах, як у себе вдома. А вже невдовзі за підбурюванням Тієста Еврістей втягнувся у війну з нащадками Геракла, в який загинув разом із синами.
Розраховуючи зайняти трон Еврістея, Тієст звабив дружину Атрея Аеропу і вона допомогла йому вкрасти в брата позолочену баранячу шкіру — копію легендарного Золотого руна. Коли ж Атрей запропонував віддати мікенський трон тому, кому належить символ царської влади, колись здобутий Ясоном, Тієст продемонстрував вкрадене руно і містяни одразу ж проголосили його царем.
Атрей зачаїв злобу на брата і згодом оголосив мікенцям, що сонце над їхнім містом раптово згасне. Відтак, коли містяни побачили сонячне затемнення (його датують 5 березня 1223 року до нашої ери), вони змусили Тієста поступитися владою Атрею і залишити Мікени
У відповідь Тієст викрав в Атрея сина від першого шлюбу — Плісфена, виховав його як свого власного і зрештою доручив йому вбити Атрея. Проте той виявився спритнішим та вбив Плісфена. Дізнавшись, що вбив власного сина, Атрей помстився брату тим, що вбив трьох синів Тієста (тобто власних небожів) і приготував з їхнього м'яса страву, якою «пригостив» брата за вечерею. А коли той почав їсти, наказав винести голови вбитих. Тієст від побаченого мало не втратив розум, прокляв Атрея та всіх його нащадків і вчергове втік з Мікен.
Згодом Тієст влаштував шлюб своєї доньки Пелопії з Атреєм, який, якщо вірити міфу, не знав, хто є батьком його майбутньої дружини. А перед самим шлюбом ще й зґвалтував її — так, що вже вона не здогадувалася, ким був ґвалтівник. Сина Егісфа, який народився невдовзі, розчавлена від горя Пелопія намагалася віддати пастухам, але Атрей, впевнений, що це його дитина, повернув Егісфа додому.
Старші сини Атрея, Агамемнон і Менелай зрештою розшукали таки Тієста, захопили його в полон, привезли до Мікен і кинули до в'язниці. Мікенський цар вирішив, що час довести помсту до кінця та наказав семирічному Егісфу вбити бранця. Але Тієст вчасно прокинувся й вихопив в хлопчика меч. Тоді все й відкрилося. Пелопія остаточно збожеволіла і звела рахунки з життям. Егісф вбив Атрея. А Тієст повернув собі мікенський трон.
Агамемнон і Менелай втекли до Калідона, а потім до Спарти. Спартанський цар Тіндарей видав за Менелая свою доньку Єлену і на прохання новоспечених родичів, вигнав Тієста з Мікен. Відпущений під чесне слово, той оселився на острові Кіфера і невдовзі помер.
Тієст згадується в «Іліаді» як той, хто отримав скипетр від Атрея, а також в «Одіссеї» згадана його область.
Міфи про Тієста можуть вважатися найбільш моторошними у всій грецької міфології, перевершуючи навіть міфи про Едіпа. Їм була присвячена незбережена донині драматична трилогія Софокла.